# Liste des distinctions de Maggie Smith

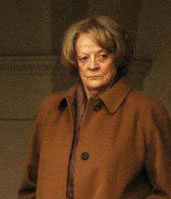
Maggie Smith lors du tournage de "Capturing Mary" en 2007.

Cet article recense les récompenses et distinctions de l'actrice britannique Maggie Smith.

## Distinctions

### Récompenses
- Evening Standard British Theatre Awards 1962 : Meilleure actrice dans une pièce de théâtre pour The Private Ear et dans une pièce de théâtre pour The Public Eye
- Variety Club Drama Awards 1963 : Meilleure actrice pour Mary, Mary
- Variety Club Film Awards 1969 : Meilleure actrice pour Hot Millions
- British Academy Film Awards 1970 : Meilleure actrice pour Les Belles Années de miss Brodie
- Los Angeles Drama Critics Awards 1970 : Meilleure actrice pour The Beaux's Stratagem
- Oscars 1970 : Meilleure actrice pour Les Belles Années de miss Brodie
- Outer Critics Circle Awards 1972 : Meilleure interprétation pour Les Amants terribles
- Variety Club Drama Awards 1972 : Meilleure actrice pour Les Amants terribles
- Kansas City Film Critics Circle Awards 1978 : Meilleure actrice dans un second rôle pour California Hôtel
- Golden Globes 1979 : Meilleure actrice pour California Hôtel
- Oscars 1979 : Meilleure actrice dans un second rôle pour California Hôtel
- Evening Standard British Film Awards 1980 : Meilleure actrice pour California Hôtel
- Evening Standard British Film Awards 1981 : Meilleure actrice pour Virginia
- Evening Standard British Film Awards 1982 : Meilleure actrice pour Quartet
- Evening Standard British Film Awards 1984 : Meilleure actrice pour Le Train du monde
- British Academy Film Awards 1985 : Meilleure actrice pour Porc royal
- Festival du film de Taormine 1985 : Meilleure actrice dans une comédie pour Porc royal
- Kansas City Film Critics Circle Awards 1986 : Meilleure actrice dans un second rôle pour Chambre avec vue
- British Academy Film Awards 1987 : Meilleure actrice pour Chambre avec vue
- Golden Globes 1987 : Meilleure actrice dans un second rôle pour Chambre avec vue
- Variety Club Film Awards 1987 :  Meilleure actrice  pour Chambre avec vue
- British Academy Film Awards 1989 : Meilleure actrice pour The Lonely Passion of Judith Hearne
- Evening Standard British Film Awards 1989 : Meilleure actrice pour The Lonely Passion of Judith Hearne
- Royal Television Society 1989 : Meilleure actrice dans une série télévisée dramatique pour Talking Heads
- Outer Critics Circle Awards 1990 : Meilleure actrice dans une pièce de théâtre pour Lettice and Lovage
- Tony Awards 1990 : Meilleure actrice dans une pièce pour Lettice and Lovage
- British Film Institute Awards 1992 : BFI Fellowship
- British Academy Film Awards 1993 : BAFTA d'honneur pour l'ensemble de sa carrière
- Evening Standard British Theatre Awards 1994 : Meilleure actrice pour Three Tall Women
- Variety Club Drama Awards 1994 : Meilleure actrice pour Three Tall Women
- British Academy Film Awards 1996 : Academy Fellowship récompensant la réussite dans les différentes formes du cinéma
- National Board of Review Awards 1996 : Meilleure distribution pour Le Club des ex, partagée avec Bette Midler, Goldie Hawn, Diane Keaton, Dan Hedaya, Sarah Jessica Parker, Stockard Channing, Victor Garber, Stephen Collins, Elizabeth Berkley, Marcia Gay Harden, Bronson Pinchot, Jennifer Dundas, Eileen Heckart, Philip Bosco, Rob Reiner, James Naughton, Ari Greenberg et Aida Linares
- British Academy Film Awards 2000 : Meilleure actrice dans un second rôle pour Un thé avec Mussolini
- Kansas City Film Critics Circle Awards 2001 : Meilleure actrice dans un second rôle pour Gosford Park
- New York Film Critics Online Awards 2001 : Meilleure actrice dans un second rôle dans une comédie dramatique pour Gosford Park
- Southeastern Film Critics Association Awards 2001 : Meilleure actrice dans un second rôle pour Gosford Park
- Critics' Choice Movie Awards 2002 : Meilleure distribution pour Gosford Park partagée avec Eileen Atkins, Bob Balaban, Alan Bates, Charles Dance, Stephen Fry, Michael Gambon, Richard E. Grant, Tom Hollander, Derek Jacobi, Kelly Macdonald, Helen Mirren, Jeremy Northam, Clive Owen, Ryan Phillippe, Kristin Scott Thomas, Geraldine Somerville, Sophie Thompson, Emily Watson et James Wilby.
- Florida Film Critics Circle Awards 2002 : Meilleure distribution pour Gosford Park
- Online Film & Television Association Awards 2002 : OFTA Film Hall of Fame
- Online Film Critics Society Awards 2002 : Meilleure distribution pour Gosford Park
- Satellite Awards 2002 :
  - Meilleure actrice dans un second rôle pour Gosford Park
  - Meilleure distribution pour Gosford Park
- Screen Actors Guild Awards 2002 : Meilleure distribution pour Gosford Park
- Primetime Emmy Awards : Meilleure actrice dans une mini-série ou un téléfilm pour My House in Umbria
- Helpmann Awards 2004 : Meilleure actrice pour Talking Heads : “Bed among the lentils”
- Gold Derby Awards 2008 : Lauréate du Prix pour l'ensemble de sa carrière.
- Laurence Olivier Awards 2010 : Lauréate du Prix d'honneur pour l'ensemble de sa carrière.
- Online Film & Television Association Awards 2011 : Meilleure actrice dans un second rôle dans une mini-série ou un téléfilm pour Downton Abbey
- Gold Derby Awards 2011 : Meilleure actrice dans un second rôle dans une mini-série ou un téléfilm pour Downton Abbey
- Primetime Emmy Awards 2011 : Meilleure actrice dans un second rôle dans une mini-série ou un téléfilm pour Downton Abbey
- Primetime Emmy Awards 2012 : Meilleure actrice dans un second rôle dans une mini-série ou un téléfilm pour Downton Abbey
- Satellite Awards 2012 : Meilleure actrice dans un second rôle dans une série télévisée pour Downton Abbey
- Women Film Critics Circle Awards 2012 : Meilleure actrice de comédie pour Indian Palace
- Golden Globes 2013 : Meilleure actrice dans un second rôle dans une série, une mini-série ou un téléfilm pour Downton Abbey
- Screen Actors Guild Awards 2013 : Meilleure distribution pour Downton Abbey, partagée avec Hugh Bonneville, Zoe Boyle, Jessica Brown Findlay, Laura Carmichael, Jim Carter, Brendan Coyle, Michelle Dockery, Siobhan Finneran, Joanne Froggatt, Iain Glen, Thomas Howes, Rob James-Collier, Allen Leech, Phyllis Logan, Elizabeth McGovern, Sophie McShera, Lesley Nicol, Amy Nuttall, David Robb, Dan Stevens et Penelope Wilton
- Screen Actors Guild Awards 2014 : Meilleure actrice dans une série dramatique pour Downton Abbey
- Screen Actors Guild Awards 2015 : Meilleure distribution pour Downton Abbey
- Evening Standard British Film Awards 2016 : Meilleure actrice pour The Lady in the Van
- Primetime Emmy Awards 2016 : Meilleure actrice dans un second rôle dans une mini-série ou un téléfilm  pour Downton Abbey
- Screen Actors Guild Awards 2016 : Meilleure distribution pour Gosford Park
- Women Film Critics Circle Awards 2019 : Lauréate du Prix pour l'ensemble de sa carrière.
- New England Film & Video Festival 2020 : Lauréate du Prix pour l'ensemble de sa carrière.

### Nominations
- British Academy Film Awards 1959 : Meilleur nouveau venu dans un rôle principal pour Le Criminel aux abois
- Golden Globes 1964 : Révélation féminine de l'année pour Hôtel international
- British Academy Film Awards 1966 : Meilleure actrice pour Le Jeune Cassidy
- Golden Globes 1966 : Meilleure actrice dans un film dramatique pour Othello
- Laurel Awards 1966 :  Révélation féminine
- Oscars 1966 : Meilleure actrice dans un second rôle pour Othello
- New York Film Critics Circle Awards  1969 : Meilleure actrice dans un drame pour Les Belles Années de miss Brodie
- Evening Standard British Theatre Awards 1970 : Meilleure actrice pour Hedda Gabler
- Golden Globes 1970 : Meilleure actrice dans un film dramatique pour Les Belles Années de miss Brodie
- Laurel Awards 1970 : Meilleure actrice pour Les Belles Années de miss Brodie
- National Society of Film Critics Awards 1970 : Meilleure actrice dans un drame pour Les Belles Années de miss Brodie
- Golden Globes 1973 : Meilleure actrice dans un film musical ou une comédie pour Voyages avec ma tante
- Oscars 1973 : Meilleure actrice dans une comédie d'aventure pour Voyages avec ma tante
- American Drama Desk Awards 1975 : Meilleure actrice dans une pièce de théâtre pour Les Amants terribles
- Tony Awards 1975 : Meilleure actrice dans une pièce pour Les Amants terribles
- New York Film Critics Circle Awards 1978 : Meilleure actrice dans un second rôle pour California Hôtel
- British Academy Film Awards 1979 : Meilleure actrice dans un second rôle pour Mort sur le Nil
- National Society of Film Critics Awards 1979 : 
  - Meilleure actrice  pour California Hôtel
  - Meilleure actrice dans un second rôle pour California Hôtel
- British Academy Film Awards 1980 : Meilleure actrice pour California Hôtel
- Tony Awards 1980 : Meilleure actrice pour Night and Day
- Laurence Olivier Awards 1981 : Meilleure actrice dans une nouvelle pièce pour Virginia
- British Academy Film Awards 1982 : Meilleure actrice pour Quartet
- Saturn Awards 1982 : Meilleure actrice dans un second rôle pour Le Choc des titans
- British Academy Television Awards 1984 : Meilleure actrice pour All for Love
- Laurence Olivier Awards 1985 : Meilleure actrice de comédie pour Le Train du monde
- Laurence Olivier Awards 1987 :  Meilleure actrice pour Coming into Land et Lettice and Lovage
- New York Film Critics Circle Awards 1987 : Meilleure actrice dans un second rôle pour The Lonely Passion of Judith Hearne
- Oscars 1987 : Meilleure actrice dans un second rôle pour Chambre avec vue
- British Academy Television Awards 1989 : Meilleure actrice pour Talking Heads
- American Comedy Awards 1993 : Second rôle féminin le plus drôle dans une comédie musicale pour Sister Act
- British Academy Television Awards 1993 : Meilleure actrice pour Screen Two (épisode 14 de la saison 8 : Memento Mori)
- Primetime Emmy Awards 1993 : Meilleure actrice dans une mini-série ou un téléfilm pour Soudain l'été dernier
- British Academy Film Awards 1994 : Meilleure actrice dans un second rôle pour Le Jardin secret
- Laurence Olivier Awards 1994 : Meilleure actrice dans une comédie pour L'Importance d'être Constant
- Chlotrudis Awards 1998 : Meilleure actrice dans un second rôle pour Washington Square
- Laurence Olivier Awards 1998 : Meilleure actrice dans  actrice pour A Delicate Balance
- British Academy Television Awards 2000 : Meilleure actrice dans une mini-série ou un téléfilm pour David Copperfield
- Laurence Olivier Awards 2000 : Meilleure actrice pour The Lady in the Van
- Primetime Emmy Awards 2000 : Meilleure actrice dans un second rôle dans une mini-série ou un téléfilm pour David Copperfield
- Awards Circuit Community Awards  2001 : 
  - Meilleure actrice dans une mini-série ou un téléfilm actrice dans un second rôle dans une comédie dramatique pour Gosford Park
  - Meilleure distribution pour Gosford Park, partagée avec Eileen Atkins, Bob Balaban, Alan Bates, Charles Dance, Stephen Fry, Michael Gambon, Richard E. Grant, Tom Hollander, Derek Jacobi, Kelly Macdonald, Helen Mirren, Jeremy Northam, Clive Owen, Ryan Phillippe, Kristin Scott Thomas, Geraldine Somerville, Sophie Thompson, Emily Watson et James Wilby
- San Diego Film Critics Society Awards 2001 : Meilleureactrice dans un second rôle pour Gosford Park
- British Academy Film Awards 2002 : Meilleure actrice dans un second rôle pour Gosford Park
- Chicago Film Critics Association Awards 2002 : Meilleure actrice dans un second rôle pour Gosford Park
- Dallas-Fort Worth Film Critics Association Awards 2002 : Meilleure actrice dans un second rôle pour Gosford Park
- Prix du cinéma européen 2002 : Meilleure actrice pour Gosford Park
- Golden Globes 2002 : Meilleure actrice dans un second rôle pour Gosford Park
- National Society of Film Critics Awards 2002 : Meilleure actrice dans un second rôle pour Gosford Park
- New York Film Critics Circle Awards 2002 : Meilleure actrice dans un second rôle pour Gosford Park
- Online Film & Television Association Awards 2002 : Meilleure actrice dans un second rôlepour Gosford Park
- Online Film Critics Society Awards 2002 : Meilleure actrice dans un second rôle pour Gosford Park
- Oscars 2002 : Meilleure actrice dans un second rôle pour Gosford Park
- Phoenix Film Critics Society Awards 2002 : 
  - Meilleure actrice dans un second rôle pour Gosford Park
  - Meilleure distribution pour Gosford Park, partagée avec Eileen Atkins, Bob Balaban, Alan Bates, Charles Dance, Stephen Fry, Michael Gambon, Richard E. Grant, Tom Hollander, Derek Jacobi, Kelly Macdonald, Helen Mirren, Jeremy Northam, Clive Owen, Ryan Phillippe, Kristin Scott Thomas, Geraldine Somerville, Sophie Thompson, Emily Watson et James Wilby
- Saturn Awards 2002 : Meilleure actrice dans un second rôle pour Harry Potter à l'école des sorciers
- The Stinkers Bad Movie Awards 2002 : Accent le plus ennuyeux dans un drame pour Les Divins Secrets
- AARP Movies for Grownups Awards 2003 : Meilleure actrice dans un drame pour Les Divins Secrets
- Golden Globes 2003 : Meilleure actrice dans une mini-série ou un téléfilm pour My House in Umbria
- Online Film & Television Association Awards 2003 : Meilleure actrice dans une mini-série ou un téléfilm pour My House in Umbria
- Phoenix Film Critics Society Awards 2003 : Meilleure distribution pour Harry Potter et la Chambre des secrets, partagée avec Kenneth Branagh, John Cleese, Robbie Coltrane, Warwick Davis, Richard Griffiths, Rupert Grint, Richard Harris, Jason Isaacs, Daniel Radcliffe, Alan Rickman, Fiona Shaw, Julie Walters et Emma Watson
- Satellite Awards 2004 : Meilleure actrice dans une mini-série ou un téléfilm pour My House in Umbria
- Prix du cinéma européen 2005 : Meilleure actrice pour Les Dames de Cornouailles, partagée avec Judi Dench
- AARP Movies for Grownups Awards 2007 : Meilleure actrice pour Secrets de famille
- Broadcasting Press Guild Awards 2008 : Meilleure actrice dans une mini-série ou un téléfilm pour Capturing Mary
- Gold Derby Awards 2010 : Meilleure actrice dans une mini-série ou un téléfilm pour Capturing Mary
- Online Film & Television Association Awards 2010 : Meilleure actrice dans une mini-série ou un téléfilm pour Capturing Mary
- Primetime Emmy Awards 2010 : Meilleure actrice dans une mini-série ou un  téléfilm pour Capturing Mary
- Women's Image Network Awards 2010 : Meilleure actrice dans une mini-série ou un téléfilm pour Capturing Mary
- Broadcasting Press Guild Awards 2011 : Meilleure actrice dans une mini-série ou un téléfilm pour Downton Abbey
- Festival de télévision de Monte-Carlo 2011 : Nymphe d'or de la meilleure actrice dans une mini-série ou un téléfilm pour Downton Abbey
- Satellite Awards 2011 : Meilleure actrice dans un second rôle dans une série télévisée pour Downton Abbey
- British Independent Film Awards 2012 : Meilleure actrice dans un second rôl epour Indian Palace
- British Academy Television Awards 2012 : Meilleure actrice dans un second rôle dans une mini-série ou un téléfilm pour Downton Abbey
- Golden Globes 2012 : Meilleure actrice dans un second rôle dans une série, une mini-série ou un téléfilm pour Downton Abbey
- Gold Derby Awards 2012 : 
  - Meilleure actrice dans un second rôle dans une mini-série ou un téléfilm pour Downton Abbey
  - Meilleure distribution pour Harry Potter et les Reliques de la Mort, 2e partie, partagée avec Jim Broadbent, Helena Bonham Carter, Robbie Coltrane, Tom Felton, Rupert Grint, Ralph Fiennes, Michael Gambon, Ciarán Hinds, Jason Isaacs, Matthew Lewis, Evanna Lynch, Kelly Macdonald, Helen McCrory, Daniel Radcliffe, Alan Rickman, David Thewlis, Julie Walters et Emma Watson
- Online Film & Television Association Awards 2012 : Meilleure actrice dans un second rôle dans une mini-série ou un téléfilm pour Downton Abbey
- Screen Actors Guild Awards 2012 : Meilleure actrice dans une mini-série ou un téléfilm pour Downton Abbey
- TV Guide Awards 2012 : Meilleure actrice dans une mini-série ou un téléfilm pour Downton Abbey
- AARP Movies for Grownups Awards 2013 : Meilleure romance amoureuse dans une comédie dramatique pour Quartet partagée avec Tom Courtenay
- Golden Globes 2013 : Meilleure actrice dans un film musical ou une comédie pour Quartet
- Festival de télévision de Monte-Carlo 2013 : Nymphe d'or de la meilleure actrice dans une mini-série ou un téléfilm pour Downton Abbey
- Online Film & Television Association Awards 2013 : Meilleure actrice dans un second rôle dans une mini-série ou un téléfilm pour Downton Abbey
- People's Choice Awards 2013 : Icône de cinéma préférée
- Primetime Emmy Awards 2013 : Meilleure actrice dans un second rôle dans une mini-série ou un téléfilm pour '[Downton Abbey
- Screen Actors Guild Awards 2013 : 
  - Meilleure actrice dans une mini-série ou un téléfilm pour Downton Abbey
  - Meilleure actrice dans un second rôle pour Indian Palace
  - Meilleure distribution pour Indian Palace, partagée avec Judi Dench, Celia Imrie, Bill Nighy, Dev Patel, Ronald Pickup, Tom Wilkinson et Penelope Wilton.
- TV Guide Awards 2013  l'actrice favorite dans une mini-série ou un téléfilm pour Downton Abbey
- Festival de télévision de Monte-Carlo 2014 : Nymphe d'or de la meilleure actrice dans une mini-série ou un téléfilm pour Downton Abbey
- People's Choice Awards 2014 : Actrice du câble préférée dans une mini-série ou un téléfilm pour Downton Abbey
- Primetime Emmy Awards 2014 : Meilleure actrice dans un second rôle dans une mini-série ou un téléfilm pour Downton Abbey
- Screen Actors Guild Awards 2014 : Meilleure distribution pour Downton Abbey partagée avec Hugh Bonneville, Laura Carmichael, Jim Carter, Brendan Coyle, Michelle Dockery, Kevin Doyle, Jessica Brown Findlay, Siobhan Finneran, Joanne Froggatt, Rob James-Collier, Allen Leech, Phyllis Logan, Elizabeth McGovern, Sophie McShera, Matt Milne, Lesley Nicol, Amy Nuttall, David Robb, Edward Speleers, Dan Stevens, Cara Theobold et Penelope Wilton
- AARP Movies for Grownups Awards 2015 : Meilleure actrice dans une comédie romantique pour My Old Lady
- National Television Awards 2015 : Meilleure actrice dans une mini-série ou un téléfilm pour Downton Abbey
- Screen Actors Guild Awards 2015 : Meilleure actrice dans un téléfilm ou une mini-série pour Downton Abbey
- Women Film Critics Circle Awards 2015 : Meilleure actrice dans un drame pour The Lady in the Van
- AARP Movies for Grownups Awards 2016 : Meilleure actrice dans un drame pour The Lady in the Van
- British Academy Film Awards 2016 : Meilleure actrice pour The Lady in the Van
- Golden Globes 2016 : Meilleure actrice dans un film dramatique pour The Lady in the Van
- Online Film & Television Association Awards 2016 : Meilleure actrice dans un second rôle dans une mini-série ou un téléfilm pour Downton Abbey
- Screen Actors Guild Awards 2016 : Meilleure actrice dans un téléfilm ou dans une minisérie pour Downton Abbey
- Screen Actors Guild Awards 2017 : Meilleure distribution pour Downton Abbey
- Alliance of Women Film Journalists Awards 2019 : Actrice défiant l’âge et l’âgisme dans un documentaire pour Nothing Like a Dame partagée avec Eileen Atkins, Judi Dench et Joan Plowright
- Gold Derby Awards 2019 : Meilleure actrice dans un second rôle de la décade dans une mini-série ou un téléfilm pour Downton Abbey
- AARP Movies for Grownups Awards 2020 : Meilleure actrice dans un second rôle dans une mini-série ou un téléfilm pour Downton Abbey
- Alliance of Women Film Journalists Awards 2020 : Actrice défiant l’âge et l’âgisme dans une mini-série ou un téléfilm pour Downton Abbey
- CinEuphoria Awards (es) 2020 : 
  - Meilleure actrice dans un second rôle dans une mini-série ou un téléfilm pour Downton Abbey
  - Meilleure distribution dans une mini-série ou un téléfilm pour Downton Abbey